# Memnoch el diablo
Memnoch el Diablo es título del quinto volumen de la serie de libros de temática gótica, Crónicas Vampíricas escritas por Anne Rice.

## Trama
Lestat de Lioncourt cree haber agotado la fuente del conocimiento y sólo le queda vivir sus noches con la mayor placidez posible, pero un ser oscuro le persigue, un ser enorme, negro, con patas de macho cabrío, Es el mismísimo Diablo y su nombre es Memnoch. Quiere convertirlo en su principal aliado y lugarteniente para batallar contra Dios. Le mostrará un viaje en el espacio y el tiempo, por el cielo y por el infierno pasando incluso por el Viacrucis de Cristo hacia el monte del Calvario.
Mientras tanto, Lestat intenta cumplir la promesa que le hizo al fantasma de su última víctima. Lestat se siente abrumado por la promesa que ha de cumplir pero está más preocupado por que debe huir del gigantesco ser que le abruma.
Una historia abrumadora de persecución divina y confusión para Lestat... Tiempo para darse cuenta de lo equivocado que estaba al destrozar las creencias de Armand.